# Coenocorypha iredalei
Coenocorypha iredalei là một loài chim trong họ Scolopacidae.